# گتو لووف
گتو لووف (به لهستانی: getto we Lwowie؛ با عنوان تغییر یافته آلمانی گتو لِمبِرگ Ghetto Lemberg) گتویی نازی در شهر لووف (امروزه اوکراین) بود که در قلمرو دولت عمومی در لهستان اشغالی قرار داشت. این گتو در نیمه دوم ۱۹۴۱ آغاز به کار کرد و در ژوئن ۱۹۴۳ برچیده شد. همه ساکنان آن که از کشتارهای مکرر زنده مانده بودند به اردوگاه‌های بلزک و یانوفسکا فرستاده شدند.

## اشغال لووف توسط آلمان
در ساعات آغازین ۳۰ ژوئن ۱۹۴۱، لووف توسط ورماخت آلمان اشغال شد. در آن روز، یهودیان تحت فشار گذاشته شدند تا اجساد قربانیان NKVD را از سه زندان محلی بیرون آورند. در صبح ۳۰ ژوئن، نیرویی اد هوک از شبه‌نظامیان مردمی اوکراین (کوته‌نوشت: OUN) در این شهر تشکیل شد. این نیرو یا شامل فعالینی از OUN می‌شد که از کراکوف به همراه آلمانی‌ها نقل مکان کرده بودند، یا اعضایی که در لووف زندگی می‌کردند و نیز پلیس‌های شوروی سابق - که یا تصمیم به تغییر سمت داده بودند یا اعضای OUN بودند که به پلیس شوروی نفوذ کرده بودند. پوگرومی کامل در روز بعد، یکم ژوئیه آغاز شد. یهودیان را از آپارتمان‌هایشان بیرون بردند، و آنها را ناچار به تمیز کردن خیابان‌ها با دست‌هایشان و بر روی زانوهایشان کردند. آوردن یهودیان به سه زندان، ابتدا برای بیرون آوردن اجساد و سپس کشتنشان، ادامه یافت. واحدهای فرعی آینزاتس‌گروپ C در ۲ ژوئیه وارد شدند، و با ورودشان خشونت بیشتر شد. جوخه‌های مرگ اس‌اس یک سری عملیات کشتار دسته‌جمعی انجام دادند که طی چند روز آینده ادامه داشت.
دومین کشتار در آخرین روزهای ژوئیه ۱۹۴۱ اتفاق افتاد و به احترام رهبر ترور شده اوکراینی و بانی چندین پوگروم، سیمون پتلیورا، «روزهای پتلیورا» نامگذاری شد. این کشتار توسط نازی‌ها سازماندهی شده بود، اما به عنوان پیش‌درآمدی بر نابودی کامل جمعیت یهودیان لوف، توسط اوکراینی‌ها انجام شد. میان ۵۰۰۰ تا ۷۰۰۰ یهودی در این کشتار به طرز وحشیانه ای مورد ضرب و شتم قرار گرفتند و بیش از ۲۰۰۰ تن از آن‌ها به قتل رسیدند. علاوه بر این، حدود ۳۰۰۰ نفر، عمدتاً یهودی، توسط ارتش آلمان در ورزشگاه شهرداری اعدام شدند.

## گتو
پس از اشغال لووف توسط نازی‌ها، گروپنفورر فریتس کاتسمان، که یکی از پرکارترین قاتلان جمعی در اس‌اس به‌شمار می‌رفت (بنگرید به گزارش کاتسمان)، رهبر عالی اس‌اس و پلیس (SSPF) در لووف شد. به دستور او گتو با عنوان آلمانی Jüdischer Wohnbezirk در ۸ نوامبر ۱۹۴۱ در قسمت شمالی شهر تأسیس شد. به حدود ۸۰٬۰۰۰ یهودی دستور داده شد تا ۱۵ دسامبر ۱۹۴۱ به آنجا نقل مکان کنند و همه لهستانی‌ها و اوکراینی‌های ساکن منطقه از آن بیرون بروند. محله ای که برای تشکیل گتو تعیین شده بود پیش از جنگ یکی از فقیرترین حومه‌های شهر لووف بود. پلیس آلمان همچنین یک مجموعه «گزینش» را در عملیاتی تحت عنوان «عملیات زیر پل» آغاز کرد که در آن ۵۰۰۰ یهودی سالمند و بیمار که به آرامی به سوی دروازه‌های گتو حرکت می‌کردند، هنگام عبور از زیر پل قطاری در خیابان پوتفنا (که توسط یهودیان پل مرگ نامیده شد) به ضرب گلوله کشته شدند. سرانجام میان ۱۱۰٬۰۰۰ تا ۱۲۰٬۰۰۰ یهودی ناچار به ورود به گتوی جدید شدند. شرایط زندگی در آنجا بسیار بد و همراه با ازدحام شدید جمعیت بود. برای نمونه تخمین زده می‌شود که سهمیه غذایی اختصاص داده شده به یهودیان تنها ۱۰ درصد جیره آلمانی‌ها و نیمی از جیره اوکراینی‌ها یا لهستانی‌ها بود.
آلمانی‌ها یک نیروی پلیس یهودی به نام Jüdischer Ordnungsdienst Lemberg با بازوبندهای ستاره داوود تشکیل دادند که تعدادشان از ۵۰۰ تا ۷۵۰ پلیس بود. نیروی پلیس یهودی به شورای بزرگان یهود، معروف به یودنرات، پاسخگو بودند، که به نوبه خود به گشتاپو پاسخ می‌داد.

### اخراج‌ها

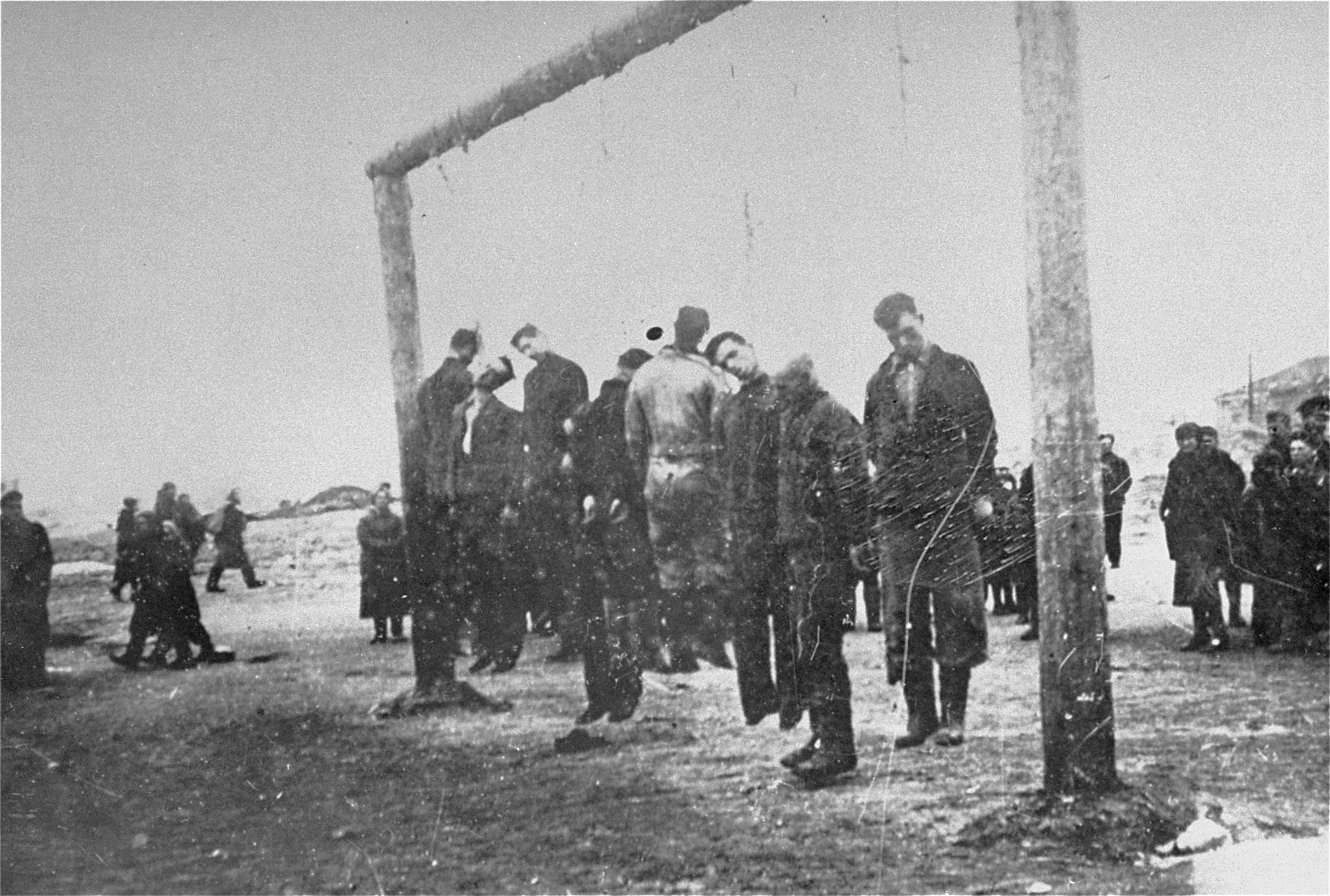
اعدام اعضای یودنرات، ۱۹۴۲

گتو لووف از نخستین گتوهایی بود که ساکنان یهودیش به عنوان بخشی از عملیات راینهارد به اردوگاه‌های مرگ منتقل شدند. میان ۱۶ مارس تا ۱ آوریل ۱۹۴۲، تقریباً ۱۵۰۰۰ یهودی به ایستگاه راه‌آهن کلپاروف منتقل و به اردوگاه مرگ بلزک تبعید شدند. به دنبال این اخراج‌های اولیه و مرگ بر اثر بیماری و تیراندازی‌های مکرر، حدود ۸۶۰۰۰ یهودی رسماً در گتو باقی ماندند، گرچه تعدادی بیشتری از آنها به ثبت رسمی نرسیده بودند. در این دوره، بسیاری از یهودیان نیز ناچار به کار در ورماخت و دستگاه اداری آلمانی گتو، به ویژه در اردوگاه کار مجاور یانوفسکا شدند. در ۲۴ تا ۲۵ ژوئن ۱۹۴۲، ۲۰۰۰ یهودی به این اردوگاه کار منتقل شدند. تنها ۱۲۰ تن برای کار اجباری مورد استفاده قرار گرفتند و همه افراد دیگر تیرباران شدند.
میان ۱۰ تا ۳۱ اوت ۱۹۴۲، «عملیات بزرگ» صورت گرفت و میان ۴۰٬۰۰۰ تا ۵۰٬۰۰۰ یهودی نخست به صف کشیده، در نقطه انتقالی مستقر در اردوگاه اداری گرد آورده شده و سپس به بلزک تبعید شدند. بسیاری از کسانی که اخراج نشده بودند، از جمله یتیمان محلی و بیماران بستری در بیمارستان، با گلوله کشته شدند. در یکم سپتامبر ۱۹۴۲، گشتاپو رئیس یودنرات و اعضای پلیس یهودی گتو را در بالکن‌های ساختمانی نبش خیابان هرمانا به دار آویخت. حدود ۶۵۰۰۰ یهودی در حالی که زمستان نزدیک شده بود بدون هیچ گونه گرمایش و سرویس بهداشتی باقی ماندند و این منجر به شیوع تیفوس شد.
میان ۵ تا ۷ ژانویه ۱۹۴۳، ۱۵۰۰۰–۲۰٬۰۰۰ یهودی دیگر، از جمله آخرین اعضای یودنرات، به دستور فریتز کاتسمان در بیرون شهر تیرباران شدند. پس از این اقدام در ژانویه ۱۹۴۳، یودنرات منحل شد، و آنچه که از گتو باقی مانده بود به جودنلاگر لمبرگ (Judenlager Lemberg) تغییر نام یافت. با این تغییر نام، گتو به‌طور رسمی به عنوان اردوگاه کار اجباری آغاز به کار دوباره کرد، و حدود ۱۲۰۰۰ یهودی به‌ثبت‌رسیده و قادر به کار در صنعت جنگ آلمان به همراه هزاران یهودی به‌ثبت‌نرسیده (عمدتاً زنان، کودکان و سالخوردگان پنهان‌شده در آن) در آن زندگی کردند.
در آغاز ژوئن ۱۹۴۳ آلمانی‌ها تصمیم گرفتند تا سرانجام به وجود گتو و ساکنان آن پایان دهند. با ورود نازی‌ها به گتو، آن‌ها با برخی مقاومت‌های مسلحانه پراکنده روبرو شدند، اما بیشتر یهودیان تلاش داشتند تا خود را در پناهگاه‌هایی که پیشتر آماده کرده بودند، پنهان کنند. در عمل، بسیاری از ساختمان‌ها به منظور بیرون کشیدن یهودیان از مخفیگاه‌هایشان، با بنزین سوزانده شدند. برخی از یهودیان موفق به فرار یا پنهان شدن در سیستم فاضلاب شدند.
هنگامی که ارتش سرخ شوروی در ۲۶ ژوئیه ۱۹۴۴ وارد لووف شد، تنها چند صد یهودی در شهر باقی مانده بودند.
از جمله ساکنان مشهور این گتو خاییم ویدافسکی بود که اخبار مربوط به جنگ را با گوش دادن به رادیویی غیرقانونی در میان ساکنان منتشر می‌کرد. بازیکن المپیکی فوتبال لهستان، لئون اسپرلینگ در دسامبر سال ۱۹۴۱ توسط نازی‌ها در گتو به ضرب گلوله کشته شد. شکارچی نازی‌ها، سیمون ویزنتال یکی از نامدارترین ساکنان بازمانده از گتو لووف بود که طبق خاطراتش («جلادان در میان ما») توسط یک پلیس اوکراینی از اعدام نجات یافت.